# Mont Miné
Le mont Miné est une montagne du Alpes valaisannes dans le canton du Valais en Suisse. Le sommet se trouve dans le val d'Hérens.

## Géographie
Il se trouve sur une ligne de crête axée du sud au nord et qui sépare le glacier du Mont Miné à l'ouest du glacier de Ferpècle à l'est.